# Мариани, Эдоардо
Эдуардо Мариани (итал. Edoardo Mariani, 5 марта 1893, Турин, Италия — 7 января 1956, Пиза, Италия) — итальянский футболист, игравший на позиции нападающего. В качестве игрока прежде всего известен по выступлениям за клуб «Дженоа» и национальную сборную Италии. Трёхкратный чемпион Италии.

## Клубная карьера
В профессиональном футболе дебютировал в 1909 году выступлениями за клуб «Милан», в котором провел один сезон, приняв участие в 14 матчах чемпионата.
Своей игрой за эту команду привлек внимание представителей тренерского штаба клуба «Дженоа», к составу которого присоединился в 1910 году. Сыграл за генуэзский клуб следующие пять сезонов своей игровой карьеры. В её составе стал чемпионом Италии.
В течение 1918—1920 годов вновь защищал цвета «Милана». В 1920 году вернулся в «Дженоа». Провёл там четыре сезона. За это время дважды становился чемпионом Италии. В течение 1924—1925 годов защищал цвета «Лацио».
Завершил профессиональную игровую карьеру в низшелиговом клубе «Савона», за которую выступал на протяжении 1925—1927 годов.

## Выступления за сборную
В 1912 году дебютировал в официальных матчах в составе национальной сборной Италии. В течение карьеры в национальной команде, которая длилась 8 лет, провёл в форме главной команды страны лишь 4 матча. В составе сборной был участником футбольного турнира на Олимпийских играх в 1912 году в Стокгольме.

## Титулы и достижения
- Чемпион Италии (3)

«Дженоа»: 1914/15, 1922/23, 1923/24